# 東河 (紐約市)
东河（英語：East River），也译作“伊斯特河”，是美国紐約州纽约市市内的一条潮汐型海峡，北接长岛海湾，南接上纽约湾，將位于长岛的布鲁克林和皇后区与曼哈顿岛以及位于北美洲大陆的布朗克斯分開。過去有段時間曾因為東河與長島海灣的相對位置而被稱為南河（South River）。

## 歷史

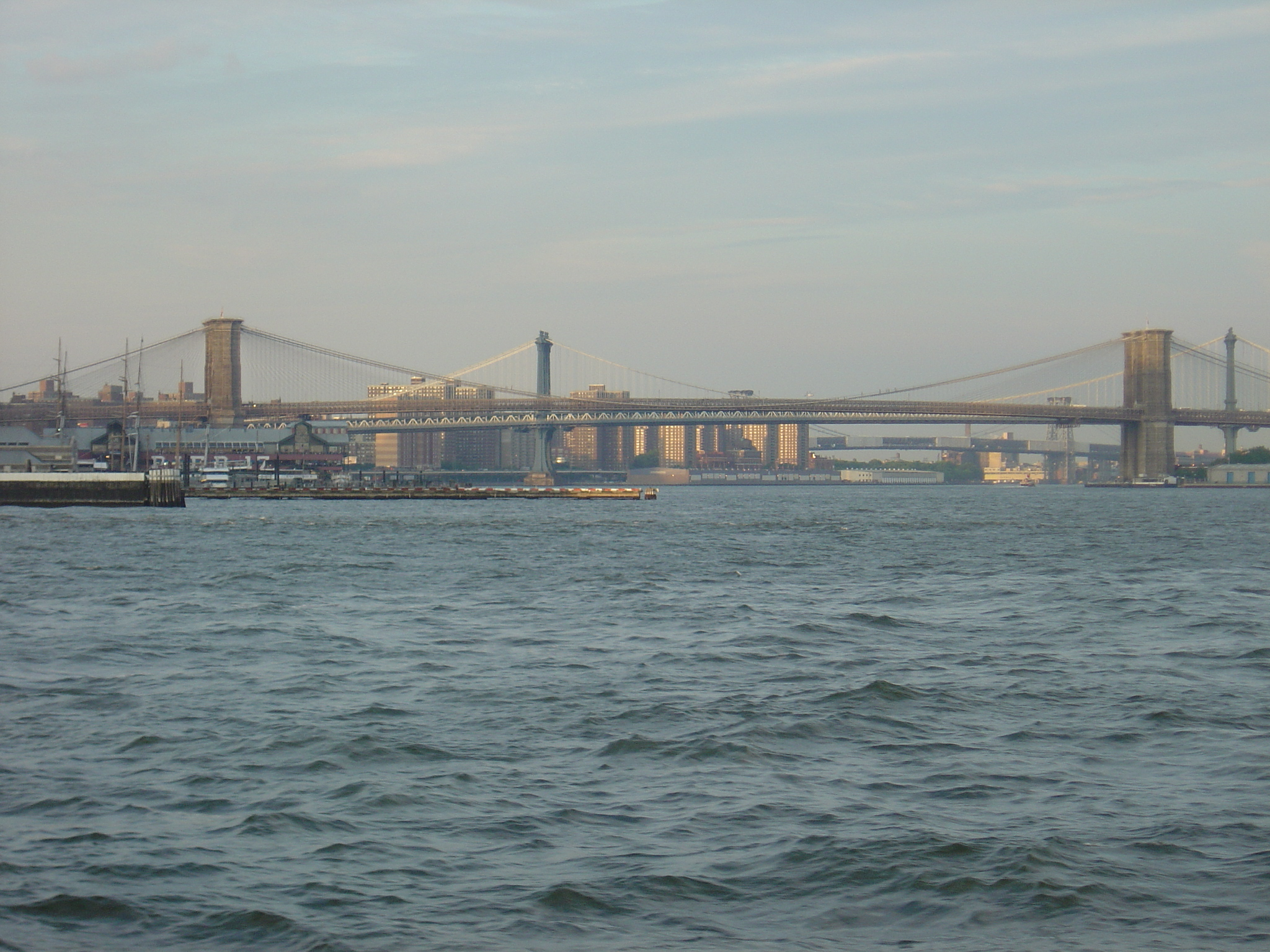
連接布魯克林與曼哈頓的三條橋跨越東河，由近到遠分別為布魯克林大橋、曼哈頓大橋、威廉斯堡大橋。

東河大約於一萬一千年前冰河時期末期時形成。東河的地形受到冰河明顯的影響，可以以地獄門水道分為上半段與下半段。上半段為從長島海灣到地獄門之間的河道，這段河流方向與冰河行進方向垂直，河道較寬並且非常曲折，河岸邊有著許多細長且深的河灣，這是因為河道受到了冰河的挖蝕。下半段為從地獄門到紐約灣之間的南北向河道，這段河道的河流方向與冰河行進方向平行，而河道較窄直，河岸邊的河灣也較平直且寬深，但現今已被填平。